# DearS
DearS (ディアーズ, Diāzu) est un manga ecchi de Peach-Pit, adapté en anime de 12 épisodes de 24 minutes chacun, créé en 2004 et licencié par Kazé. Le 13e épisode (qui est en fait entre le 9e et le 10e dans la chronologie) est un épisode inédit.

## Histoire

### Prologue
Après que leur vaisseau se soit écrasé sur la Terre, 150 DearS essaient de s’intégrer depuis parmi la population apprenant avec facilité les langues et coutumes.

### Synopsis
En rentrant de ses cours, Takeya Ikuhara, un lycéen qui ne s’intéresse pas aux DearS, croise une personne grelottant sous une couverture qui se révèle à sa grande surprise être une DearS. Celle-ci décide de faire de Takeya son maître et d’obéir à ses moindres désirs.

## Personnages
- Takeya Ikuhara (幾原 武哉?) : Takeya est un jeune homme qui vit seul, il est le voisin de Neneko. Neneko passe tous les matins pour le réveiller car à l'inverse de Neneko, Takeya est incapable d'être à l'heure. Il se désintéressait complètement des Dears avant de rencontrer Ren. Il travaille dans une sorte de librairie où il loue des DVD pornographiques pour ses amis. Sa crainte vis-à-vis des DearS, comme sa théorie selon laquelle sous leur enveloppe humaine elles cacheraient une apparence de lézard ou encore un mini alien utilisant des manettes, peut être perçue comme un clin d'œil aux séries américaine V et Men in Black.
- Ren (レン?) ou Ren Ren Ren Nagusaran Rensia Rurunnren Nakora (レンレンレンナグサランレンシーア・ルルンンレン・ナコラ?) : Ren est une Dears que Takeya trouva sur le bord de la route, comme Takeya l’hébergera chez lui, Ren deviendra son "esclave". c'est une Dears numéro 0 ce qui signifie qu'elle ne peut pas accomplir sa fonction de Dears (esclave), la communauté Dears essayera de récupérer Ren mais Takeya sera la pour l'en empêcher.
- Neneko Izumi (和泉 寧々?) : Neneko est une fille intelligente, polie, assez stricte et ponctuelle. Elle est l'amie d'enfance et la voisine de Takeya. Elle vit seule avec son frère, sa mère est décédée. Elle néglige son physique. Elle est secrètement amoureuse de Takeya.
- Miu (ミゥ?) ou Sia Nostal Ren Naguregyug Thanast Useim Ruki Miu (シーアノスタルレンナグレグユグ・タナスト・ァウセーム・ルキ・ミゥ?) : Miu est une DearS qui s'est bien intégrée parmi les humains. Elle est très polie. Elle est hébergée par un vieux couple.
- Mitsuka Yoshimine (芳峰 蜜香?) : Mitsuka est un professeur du lycée que fréquente Takeya, Neneko, Ren et Miu. C'est une nymphomane exhibitionniste qui n'hésite pas à se dévêtir devant toute sa classe. Étrangement ses provocations et sa plastique n'ont pas d'effet même sur les élèves les plus obsédés. Son comportement peut être considéré comme du harcèlement sexuel. Elle pilote une moto de type chopper décorée du drapeau américain, en référence à Easy Rider.
- Hikorou Oikawa (及川彦郎?) : Ami de Takeya, il lui loue des films pornographiques.
- Khi (キィ?) : Khi est un Dears chargé des négociations entre les Dears et les humains.
- Natsuki Ikuhara (幾原菜月?):  demi-sœur de Takeya, elle apparait dans les épisodes 7 et 11. C'est une jeune fille impulsive qui aime son frère et qui a des griefs envers Ren qui selon elle lui a volé son frère.
- Harumi Ikuhara (幾原晴海?) : mère de Natsuki et belle-mère de Takeya
- Hirofumi Nonaka (野仲宏史?)
- Xaki (ザキ?) : Xaki est un Dears de classe biter (pour les Dears les biters sont les soldats des forces spéciales) il aura pour mission par ordre de Rubi de récupérer Ren et de la ramener à la communauté des Dears.
- Nia (ニア?) : Nia est une jeune Dears apprentie biter qui a pour mission de récupérer Ren mais étant tête en l'air avec des moments d'amnésie, elle oublie toujours sa mission première et préfère se goinfrer de nourriture et dormir. Assez excentrique elle porte des vêtements orange, une coiffure orange et pousse des cris de chat.
- Rubi (ルビ?) : Rubi est la responsable de la communauté Dears , elle remplace Maîtresse Fina qui est plongé dans un sommeil profond.
- Ayu (アユ?)
- Fina (フィナ?) : c'est la plus ancienne des Dears, elle est la chef suprême des Dears, pour des raisons inconnues elle est plongée dan un sommeil profond. de ce fait c'est Rubi qui prend sa place.
- China (チナ?)
- Io (イオ?)
- Takezou Ikuhara (幾原 武造?) : père de Takeya.

## Manga

### Liste des tomes
| no | Japonais       | Japonais          | Français         | Français      |
| no | Date de sortie | ISBN              | Date de sortie   | ISBN          |
| --- | -------------- | ----------------- | ---------------- | ------------- |
| 1 | mars 2002      | 978-4-8402-2086-6 | 26 avril 2006    | 9782351000427 |
| Liste des chapitres : - 1st Contact - 2nd Contact - 3rd Contact - 4th Contact - 5th Contact - 6th Contact                                                  |                |                   |                  |               |
| 2 | septembre 2002 | 978-4-8402-2206-8 | 20 juin 2006     | 9782351000663 |
| Liste des chapitres : - 7th Contact - 8th Contact - 9th Contact - 10th Contact - 11th Contact - 12th Contact                                               |                |                   |                  |               |
| 3 | mars 2003      | 978-4-8402-2343-0 | 25 octobre 2006  | 9782351001493 |
| Liste des chapitres : O - 13th Contact - 14th Contact - 15th Contact - 16th Contact - 17th Contact - 18th Contact                                          |                |                   |                  |               |
| 4 | septembre 2003 | 978-4-8402-2478-9 | 21 février 2007  | 9782351001608 |
| Liste des chapitres : - 19th Contact - 20th Contact - 21th Contact - 22th Contact - 23th Contact - Extra Contact - Spring Contact - Galerie de personnages |                |                   |                  |               |
| 5 | mars 2004      | 978-4-8402-2651-6 | 30 mai 2007      | 9782351001721 |
| Liste des chapitres : - 24th Contact - 25th Contact - 26th Contact - 27th Contact - 28th Contact - Recueil d’informations sur les décors                   |                |                   |                  |               |
| 6 | août 2004      | 978-4-8402-2797-1 | 11 juillet 2007  | 9782351002407 |
| Liste des chapitres : - 29th Contact - 30th Contact - 31th Contact - 32th Contact - 33th Contact                                                           |                |                   |                  |               |
| 7 | mars 2005      | 978-4-8402-3011-7 | 7 novembre 2007  | 9782351002933 |
| Liste des chapitres : - 34th Contact - 35th Contact - 36th Contact - 37th Contact - 38th Contact - 39th Contact                                            |                |                   |                  |               |
| 8 | décembre 2005  | 978-4-8402-3289-0 | 12 décembre 2007 | 9782351003237 |
| Liste des chapitres : - 40th Contact - 41th Contact - 42th Contact - 43th Contact - 44th Contact - 45th Contact - Last Contact                             |                |                   |                  |               |

## Anime

### Série télévisée

#### Fiche technique
- Titre original : ディアーズ (Diāzu)
- Titre français : DearS
- Réalisation : Tetsuji Higuchi
- Société de production :  Bandai Visual
- Pays d'origine :  Japon
- Genre : comédie, ecchi
- Durée : environ 25 minutes chacun
- Date de sortie
  -  Japon : 10 juillet 2004 - 25 septembre 2004

#### Liste des épisodes
| No | Titre français                             | Titre japonais       | Titre japonais       | Date de 1re diffusion |
| No | Titre français                             | Kanji                | Rōmaji               | Date de 1re diffusion |
| -- | ------------------------------------------ | -------------------- | -------------------- | --------------------- |
| 01 | J’ai envie de te mordiller                 | 甘噛みたいの         | Amakamitai no        | 10 juillet 2004       |
| 02 | Est-ce qu’il n’est pas un peu trop petit ? | 小さかったかしら     | Chiisakatta Kashira  | 17 juillet 2004       |
| 03 | Des pièces ! Des pièces !                  | たま！たま！         | Tama! Tama!          | 24 juillet 2004       |
| 04 | Essuie ta bouche                           | 口をふけ             | Kuchi o Fuke         | 31 juillet 2004       |
| 05 | Aux petits soins                           | トギ……？             | Togi…?               | 7 août 2004           |
| 06 | Je suis frustrée                           | 欲求不満ですわ       | Yokkyū Fuman desu wa | 14 août 2004          |
| 07 | Détraqué                                   | いやらしい……         | Iyarashii…           | 21 août 2004          |
| 08 | Mes… Mes boules                            | マ、マイ・ボール…    | Ma, mai Bōru…        | 28 août 2004          |
| 09 | Un pincement au cœur                       | チクッとした         | Chiku toshita        | 4 septembre 2004      |
| 10 | On va se faire une orgie, miaou !          | らんこーするですに！ | Rankō suru desu ni!  | 11 septembre 2004     |
| 11 | Tu veux essayer ?                          | 経験……してみる？     | Keiken… shitemiru?   | 18 septembre 2004     |
| 12 | En plus c’était chaud                      | ……しかも熱かった     | …Shikamo Atsukatta   | 25 septembre 2004     |

### OAV
C’est la boule dorée ! (金の玉ですの？, Kin no Tama desu no?) sorti le 21 avril 2005.

### Doublage
- Hiroaki Hirata : Xaki
- Kikuko Inoue : Mitsuka Yoshimine
- Haruko Momoi : China
- Mai Nakahara (VF : Laurence Breheret) : Miu
- Chiwa Saito : Neneko Izumi
- Miyuki Sawashiro : Khi
- Ai Shimizu (VF : Olivia Dutron) : Ren
- Ryoko Shintani : Natsuki Ikuhara
- Junichi Suwabe : Hirofumi Nonaka
- Mariko Suzuki : Harumi Ikuhara
- Yukari Tamura : Nia
- Kishô Taniyama (VF : Pascal Grull) : Takeya Ikuhara
- Megumi Toyoguchi : Rubi
- Kappei Yamaguchi : Hikorou Oikawa
- ? : Fina
- ? : Takezou Ikuhara

## Produits dérivés

### Publication
Un fanbook Comic Fan Book  (ISBN 9782351002445) est sorti le 26 septembre 2007.

### Jeu vidéo
Un jeu vidéo, développé et édité par MediaWorks, est sorti sur PlayStation 2 le 24 juin 2004.